# Nitrátová směrnice
Nitrátová směrnice je závazný předpis Evropské unie (Směrnice Rady 91/676/EHS o ochraně vod před znečištěním způsobeném dusičnany ze zemědělských zdrojů) vytvořený pro ochranu vod před znečištěním dusičnany ze zemědělství.
Podle článku 5, odstavce 6 směrnice jsou členské státy povinny zavést monitorovací programy pro sledování účinnosti akčního programu.
Význam směrnice je jednak pro zajištění dodávek kvalitní pitné vody a jednak k ochraně povrchové vody před eutrofizací. 

## Česká republika
V ČR existuje Strategie financování a Akční plán nitrátové směrnice. Byly vyhlášeny zranitelné oblasti nařízením vlády č. 262/2012 Sb., o stanovení zranitelných oblastí a akčním programu, které nahradilo původní nařízení vlády č. 103/2003 Sb. Hlavní postupy uplatněné v akčním programu zahrnují podmínky používání hnojiv, skladování hnojiv a podmínky pěstování plodin.